# Lär mig höra din röst
Lär mig höra din röst är en svensk psalm som skrevs 1977 med text av författaren Arne H. Lindgren och musik av kantorn Hans Nyberg. Texten är Lindgrens första psalmtext och är baserad på Matteusevangeliet 25:35-45.

## Publicerad i
- Herren Lever 1977 som nummer 917 under rubriken "Tillsammans i världen - Fred - frihet - rättvisa".[2]
- Psalmer och Sånger 1987 som nummer 704 under rubriken "Tillsammans i världen".[3]
- Verbums psalmbokstillägg 2003 som nummer 792 under rubriken "Tillsammans i världen".[1]